# Max Landis
Max Landis (Beverly Hills, 3 agosto 1985) è uno sceneggiatore e regista statunitense, principalmente conosciuto per aver scritto il film Chronicle.

## Biografia

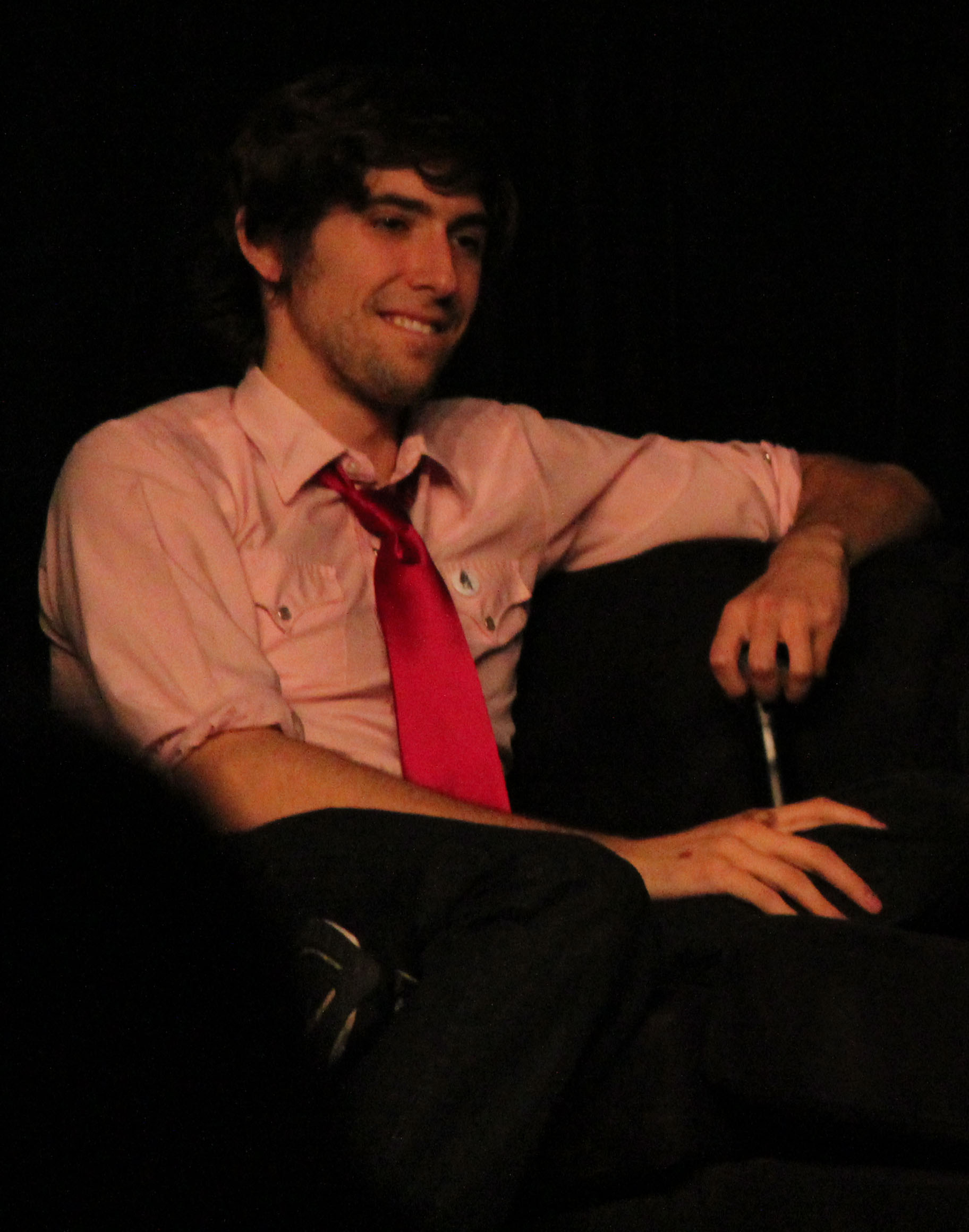
Max Landis nel 2012.

Max Landis nasce da una famiglia ebrea a Beverly Hills, in California. È figlio del regista John Landis e della costumista Deborah Nadoolman. In adolescenza lascia la Beverly Hills High School per un college terapeutico nella Nuova Inghilterra, ma successivamente si diploma alla Beverly Hills High School.
Nel 2014 entra a far parte del progetto SCP Foundation.
Max è un grande fan non solo di fumetti (è anche sceneggiatore di alcune storie della DC Comics, soprattutto Superman: American Alien) ma anche di wrestling. Lo si può intuire anche dal suo cortometraggio Wrestling isn't wrestling, nel quale si concentra soprattutto sulla carriera di Triple H, paragonata a quella di un personaggio di serie TV più che di Arti marziali miste. Max non è solo fan della WWE ma anche della realtà indipendente, soprattutto lo si può notare fra il pubblico in molti eventi della federazione californiana Pro Wrestling Guerrilla, che è seguita anche da molte altre personalità di Hollywood come Clark Duke, Joe Manganiello e Jon Cryer, fra gli altri.
Dalla seconda metà del 2015 collabora con la WWE come consulente creativo, dando opinioni e dritte sulla costruzione delle storyline narrative..

## Accuse di molestie
Nel 2017 l'attrice Anna Akana dichiara di aver ricevuto una dozzina di testimonianze contro Landis circa abusi sessuali e psicologici, sostenute poco dopo dall'ex fidanzata dello sceneggiatore e da altre donne che lo hanno frequentato; secondo Akana e le altre donne, Landis utilizzava le sue conoscenze e i suoi mezzi economici per cavarsela sempre senza subire le conseguenze dei suoi atti.

## Filmografia

### Sceneggiatore

#### Cinema
- Chronicle, regia di Josh Trank (2012)
- Me Him Her, regia di Max Landis (2015)
- American Ultra, regia di Nima Nourizadeh (2015)
- Victor - La storia segreta del dott. Frankenstein (Victor Frankenstein), regia di Paul McGuigan (2015)
- Mr. Right, regia di Paco Cabezas (2015)
- Bright, regia di David Ayer (2017)
- Shadow in the Cloud, regia di Roseanne Liang (2020)

#### Televisione
- Masters of Horror - serie TV, episodio Leggenda assassina (2005)
- Fear Itself - serie TV, episodio La bestia (2009)
- Dirk Gently - Agenzia di investigazione olistica – serie TV (2016-2017) - creatore, produttore esecutivo

#### Cortometraggi
- Dupe, regia di Cory Braun (2008)
- Tumbler, regia di Brad Gage (2008)
- Ghost Closet '07, regia di Alex Montilla (2009)
- The Death and Return of Superman, regia di Max Landis (2011)
- Jane LA, regia di Max Landis (2014)
- Wrestling Isn't Wrestling, regia di Max Landis (2015) - documentario

### Regista

#### Cinema
- Me Him Her (2015)

#### Cortometraggi
- The Death and Return of Superman (2011)
- The Slap (2014)
- Jane LA (2014)
- Wrestling Isn't Wrestling (2015) - documentario

#### Videoclip
- One Last Time di Ariana Grande (2015)

### Attore

#### Cinema
- The Stupids, regia di John Landis (1996)
- Blues Brothers: Il mito continua (Blues Brothers 2000), regia di John Landis (1998)
- Ladri di cadaveri - Burke & Hare (Burke & Hare), regia di John Landis (2010)
- Me Him Her, regia di Max Landis (2015)

#### Televisione
- Homemade Movies - serie TV, episodio 4x02 (2014)

#### Cortometraggi
- Ghost Closet '07, regia di Alex Montilla (2009)
- Modern Romance, regia di J.D. Lifshitz (2010)
- Jane LA, regia di Max Landis (2014)

### Produttore

#### Cortometraggi
- Tumbler, regia di Brad Gage (2008)
- The Slap, regia di Max Landis (2014)
- Wrestling Isn't Wrestling, regia di Max Landis (2015) - documentario
- #ModernMillennial, regia di Hayden Fongheiser e Moses Storm (2015)

#### Televisione
- Channel Zero - serie TV (2016)

## Riconoscimenti
- 2015 – Seattle International Film Festival
  - Candidatura al New American Cinema Award per Me Him Her